# Arnaut Esquerrer
Arnaut Esquerrer o Squerrer o Squerrier (fl. XIII secolo) è stato un letterato e trovatore occitano del XV secolo.
Da fonti documentali sappiamo che nel 1445 fu prima tesoriere e in seguito procuratore del conte di Foix. Arnaut è l'autore di una cronaca dei conti di Foix, sulla quale gli studiosi non sono concordi se sia stata scritta in lingua occitana o in francese.